# Aphylla dentata
Aphylla dentata är en trollsländeart som först beskrevs av Selys 1859.  Aphylla dentata ingår i släktet Aphylla och familjen flodtrollsländor. Inga underarter finns listade i Catalogue of Life.